# Letkés
Letkés é um município da Hungria, situado no condado de Peste. Tem 24,55 km² de área e sua população em 2015 foi estimada em 1.119 habitantes.